# Igreja Matriz de Nossa Senhora da Encarnação (Bordeira)
A Igreja Matriz de Nossa Senhora da Encarnação, também conhecida como Igreja Paroquial da Bordeira, é um edifício religioso situado na localidade e na freguesia da Bordeira, no Município de Aljezur do Distrito de Faro, em Portugal.

## Descrição e história
O exterior apresenta um traço muito sóbrio com um átrio de pequenas dimensões, em estilo Barroco muito rudimentar. Destaca-se também o portal do antigo cemitério, no estilo Manuelino. O interior é de uma só nave, separada da capela-mor por um arco triunfal. O retábulo do altar-mor e os altares colaterais estão ambos decorados com talha dourada barroca com motivos regionais, e possuem imagens dos séculos XVI a XVIII, representando Nossa Senhora da Encarnação, São Francisco, Santo António, São Luís e São Sebastião. No interior, também é de especial interesse uma pia baptismal, de traça manuelina.
O edifício foi construído em 1746, e apenas alguns anos depois foi muito atingido pelo Sismo de 1755.